# Suregada gaultheriifolia
Suregada gaultheriifolia är en törelväxtart som beskrevs av Radcl.-sm.. Suregada gaultheriifolia ingår i släktet Suregada och familjen törelväxter. Inga underarter finns listade i Catalogue of Life.